# Abkündigung
Unter Abkündigung versteht man im evangelischen Gottesdienst die Bekanntmachung von Nachrichten aus der Kirchengemeinde. Im römisch-katholischen Bereich ist die Bezeichnung Vermeldungen (regional früher auch Verkündigungen) oder Proklamandum gebräuchlich. Sie „haben die Aufgabe, die Gemeinde über besondere Ereignisse in der Kirche (Gemeinde, Gliedkirche, Ökumene) und im öffentlichen Leben zu informieren. In den Abkündigungen wird zur Fürbitte aufgerufen und der Zweck des Dankopfers mitgeteilt.“

## Themen und Form
In den Abkündigungen können enthalten sein:
- Ankündigung von Veranstaltungen der Kirchengemeinde
- Bekanntgabe von Sterbefällen, der vorgenommenen Taufen und Trauungen
- Aufrufe zu Fürbittgebet, Hilfeleistungen und Spenden
- Kollektenergebnisse, Verwendung kommender Kollekten
- wichtige Beschlüsse und Bekanntmachungen des Kirchenvorstandes oder des Pfarrgemeinderates
- Informationen über besondere Ereignisse in der Kirche (Gemeinde, Gliedkirche, Ökumene) und im öffentlichen Leben
- eventuelle weitere Hinweise

Die Nachrichten sollen entsprechend den liturgischen Vorgaben kurz gehalten werden – in der Regel nicht mehr als ein Satz –, nicht zu zahlreich sein und sorgfältig formuliert werden. Sie sollen „dem Gemeindeaufbau [dienen] und zu eigener Aktivität hinführen“. Veranstaltungsankündigungen werden mancherorts ergänzend oder ausschließlich als schriftliche Mitteilung zum Mitnehmen erstellt.
Bis in das 20. Jahrhundert hinein waren die Abkündigungen eine wichtige Nachrichtenquelle über Familienstandsangelegenheiten.

## Evangelische Gottesdienste
Abkündigungen werden im evangelischen Gottesdienst in der Regel nach der Predigt gemacht, in vielen Gemeinden noch von der Kanzel aus, spätestens aber vor dem Segen. Teile der Abkündigungen, vor allem Kasualien, werden oft im anschließenden Fürbittengebet eingeschlossen.
Während die Reformierte Liturgie festhält, dass „Abkündigungen und Bekanntmachungen […] an verschiedenen Stellen des Gottesdienstes ihren Platz finden“ können, überwiegt historisch die Verortung unmittelbar im Anschluss an die Predigt. In der Grundform II des Evangelischen Gottesdienstbuchs (1999) sowie in den Ordnungen für Konfirmationsgottesdienste von VELKD (2001) und EKU (2001) haben die Abkündigungen ihren Platz im Sendungsteil, also vor Fürbittengebet (, Unser Vater), Sendung und Segen. Das Evangelische Gottesdienstbuch (1999) sieht Hinweise auf Veranstaltungen gleichfalls im Teil „Sendung und Segen“ vor. In der Reformierten Liturgie wird wegen der „Behaltbarkeit“ der „Bekanntmachungen, in denen Verabredungen oder Gemeindeveranstaltungen der begonnenen Woche mitgeteilt werden, […] eine Stellung im Schlussteil des Gottesdienstes“ empfohlen.
In manchen Gottesdiensten gibt es aus Gründen der Entflechtung mehrere Abkündigungen, anfangs möglicherweise über den bevorstehenden Gottesdienstverlauf und die Verwendung der ersten Kollekte und zum Schluss die Nachrichten aus der Gemeinde und Einladungen zu den nächsten Veranstaltungen. „Die Fürbitte für einzelne Gemeindeglieder (Täuflinge, Braut- und Ehepaare, Kranke, Verstorbene) und für besondere Anlässe – wie Pfarrerwahl, Wahl des Presbyteriums/Kirchenvorstands, Wahl in kirchenleitende Ämter, Einführungen (auch in anderen Gemeinden), Synodaltagungen, Einweihungen – sollte in engem Zusammenhang mit dem Fürbittengebet angekündigt werden.“

## Katholischer Gottesdienst
Der Ort für die „kurzen Vermeldungen an das Volk, falls solche zu machen sind“ ist in der geltenden Grundordnung für die Feier der heiligen Messe zwischen dem Gebet nach der Kommunion („Schlussgebet“) und den Abschlussriten mit Segen und Entlassruf. Die Vermeldungen (das Proklamandum) werden vom Priester oder Diakon, häufig auch von einem Lektor vorgetragen.